# 塔那汶·革萨拉
塔那汶·革萨拉（1993年9月21日—），泰国足球运动员，司职后卫。現效力於泰超球会泰港。曾代表国家队参加2019年亚足联亚洲杯。

## 荣誉

### 俱乐部
泰路警察
- 泰国联赛杯冠军：2014

蒙通联
- 泰国甲级足球联赛冠军：2016
- 泰国联赛杯冠军：2016

清萊聯
- 泰国足总杯冠军：2017

泰港
- 泰国足总杯冠军：2019

### 国家队
泰国U-23
- 东南亚运动会金牌：2013、2015

泰国
- 东南亚足球锦标赛冠军：2014、2016
- 泰王杯：2016、2017